# Ян I Схоластик (Освенцимский)
Ян I Схоластик (Освенцимский) (пол. Jan I Scholastyk (oświęcimski); (1308/1310 — 29 сентября 1372) — князь освенцимский (1321/1324 — 1372), единственный сын и преемник князя освенцимского Владислава I от брака с Евфросиньей Мазовецкой (1292—1328/1329). Представитель Силезской линии Пястов.

## Биография
Несмотря на то, что он был единственным наследником своего отца, Ян с детства был предназначен для церковной карьеры. Еще будучи подростком, 15 декабря 1321 года он получил сан схоластика краковского.
В 1321/1324 году после смерти своего отца, князя освенцимского Владислава, Ян вынужден был отказаться от духовной карьеры и стал новым князем освенцимским. До 1325 года он находился под опекой своей матери, вдовствующей герцогини Евфросиньи, которая выполняла функции регента. После того, как Ян достиг совершеннолетия, Евфросинья продолжала участвовать в управлении герцогством до своей смерти в 1328/1329 году.
Даже после того, как он оставил церковную карьеру, Ян Освенцимский продолжал получать доходы от своего прежнего сана схоластика в Кракове, что вызвало вмешательство папы римского Григория XI. Ян вынужден был выплатить 5 000 гривен и 500 флоринов в качестве компенсации.
Во внешней политике Ян I был верным союзником Люксембургского дома. 24 февраля 1327 года вместе с другими князьями Верхней Силезии князь Ян Освенцимский принес в Опаве ленную присягу на верность чешскому королю Яну Люксембургскому (1310—1346). Этот шаг не принес Яну Освенцимскому никаких явных выгод: ему пришлось смириться с тем, что в том же году король Ян Люксембургский признал своего старого союзника, дядю Яна Казимира Цешинского наследником Освенцимского княжества в случае отсутствия у Яна Освенцимского мужского потомства. В 1337 году Ян также был вынужден согласиться на передачу Ратиборского княжества князьям Опавским из династии Пржемысловичей.
В 1355 году князь Ян Освенцимский участвовал в княжеском съезде в Праге, где участники обсуждали раздел Бытомского княжества между цешинскими и олесницкими князьями. Спор был окончательно решен в 1359 году при участии Яна Освенцимского в качестве посредника.
Князь Ян Схоластик Освенцимский скончался в 1372 году и был похоронен в доминиканском монастыре в Освенциме, которому при жизни он оказывал помощь. Его щедрость по отношению к церкви была высоко оценена провинциальным капитулом в Плоцке, который заказал молебен в честь покойного князя по всей стране.

## Семья
Князь Ян Освенцимский был дважды женат. В 1325 году он женился первым браком на неизвестной женщине. Супруги имели в браке единственного сына:
- Ян II (ок. 1330—1375/1376), князь освенцимский

В 1358 году вторично женился на Саломее (1345/1350 — после 1400), дочери Генриха II фон Реусс, фогта Плауэна. Второй брак был бездетным.